# Worm Infested
Worm Infested är death metal-bandet Cannibal Corpses andra EP, som gavs ut den 1 juli 2003 av Metal Blade Records.
Worm Infested är främst en samlings-EP där låtarna är inspelade av bandet vid olika tidpunkter och platser mellan 1996 och 2001. Spåren "Systematic Elimination", "Worm Infested" och "No Remorse" spelades in samtidigt som albumet Gore Obsessed. Spåret "Demon's Night" spelades in samtidigt som albumet Gallery of Suicide; låten blev återinspelad till denna EP. Spåret "The Undead Will Feast" spelades in samtidigt som Vile; låten var egentligen ett bonusspår till den japanska versionen av Live Cannibalism. Spåret "Confessions" spelades in samtidigt som albumet Bloodthirst.

## Låtlista
| Nr | Titel                                                             | Recording source            | Längd |
| -- | ----------------------------------------------------------------- | --------------------------- | ----- |
| 1. | Systematic Elimination                                            | Gore Obsessed sessions      | 2:53  |
| 2. | Worm Infested                                                     | Gore Obsessed sessions      | 3:29  |
| 3. | Demon's Night (Accept-cover)                                      | Gallery of Suicide sessions | 4:16  |
| 4. | The Undead Will Feast (re-recording with Corpsegrinder on vocals) | Vile sessions               | 2:53  |
| 5. | Confessions (Possessed-cover)                                     | Bloodthirst sessions        | 2:56  |
| 6. | No Remorse (Metallica-cover)                                      | Gore Obsessed sessions      | 6:15  |

## Medverkande
Musiker (Cannibal Corpse-medlemmar)
- George "Corpsegrinder" Fisher – sång
- Pat O'Brien – gitarr (utom "The Undead Will Feast")
- Jack Owen – gitarr
- Alex Webster – basgitarr
- Paul Mazurkiewicz – trummor

Bidragande musiker (tidigare Cannibal Corpse-medlem)
- Rob Barrett – gitarr ("The Undead Will Feast")

Produktion
- Neil Kernon – producent
- Cannibal Corpse – producent
- Scott Burns – producent (spår 4)
- Colin Richardson – producent (spår 5)
- Brad Vance – mastering
- Brian Ames – omslagsdesign
- Vincent Locke – omslagskonst